# OGLE-2003-BLG-235/MOA-2003-BLG-53
OGLE-2003-BLG-235/MOA-2003-BLG-53 كان عبارة عن حدث عدسية صغرية جذبية في اتجاه كوكبة الرامي وقع خلال يوليو 2003.وقد رصد هذا الحدث كجزء من تجربة مشاهدات عدسية صغرية في فيزياء الفلك (MOA) وتجربة العدسية الجذبية الضوئية (OGLE) المشتركة ومن هنا جأت التسمية المزدوجة. النجم المصدر في العدسة الجاذبية هو نجم نسق أساسي من النوع الطيفي G يقع على مسافة تقدر بحوالي 8.8 الف فرسخ فلكي (29,000 سنة ضوئية) بعيدا في حوصلة مجرة درب التبانة. النجم العدسي هو قزم برتقالي من النوع الطيفي K يقع على مسافة تقدر بحوالي (19000 سنة ضوئية) يرافقه كوكب عملاق يطلق علية OGLE-2003-BLG-235Lb/MOA-2003-BLG-53Lb.